# Loughros More Bay
Loughros More Bay är en vik i republiken Irland.   Den ligger i grevskapet County Donegal och provinsen Ulster, i den norra delen av landet, 220 km nordväst om huvudstaden Dublin.